# 錫澤爾鄉

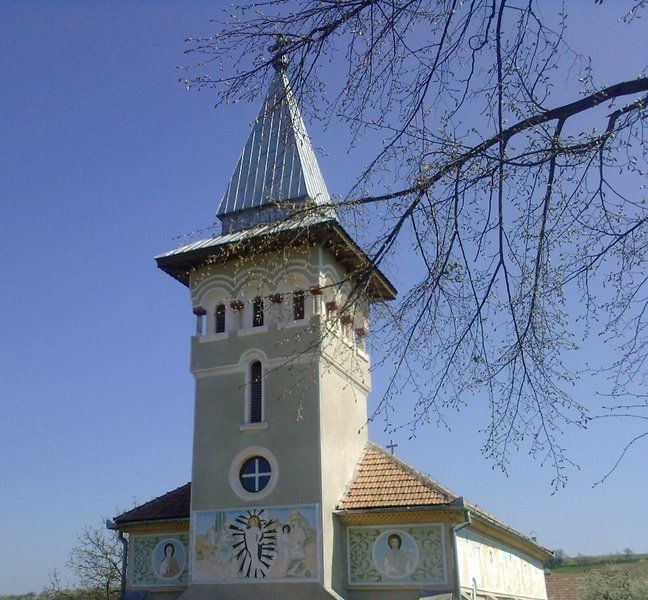

47°04′N 22°53′E / 47.067°N 22.883°E
錫澤爾鄉（羅馬尼亞語：Comuna Cizer, Sălaj），是羅馬尼亞的鄉份，位於該國西北部，由瑟拉日縣負責管轄，面積71平方公里，海拔高度341米，2007年人口2,441，人口密度每平方公里34人。